# Buen Telefe (Rosario - Santa Fe)
Buen Telefe es un programa de televisión argentino que se transmite desde las ciudades de Rosario y Santa Fe, Provincia de Santa Fe. Es la versión local del noticiero matutino porteño del mismo nombre, que se emite desde el 6 de mayo de 2024 en conjunto por Telefe Rosario y Telefe Santa Fe.

## Presentadores
El programa cuenta con la conducción de Gisela Vallone y Luciano Corvatta, acompañados de los periodistas Nery Bó (espectáculos), Marina Napoli, Antonella Cocuccio y Luciana Salcedo (móviles desde Rosario y Santa Fe, respectivamente).

## Historia
Este programa pretende comenzar el día con la información y el entretenimiento más relevante de cada jornada. Su primera emisión tuvo lugar en el invierno de 2004, bajo el nombre de Cinco mañanas (o 5M) desde los estudios ubicados en la avenida Belgrano (en el barrio Martin de Rosario), contando con un móvil en vivo desde las puertas del canal. El ciclo tuvo continuidad en 2005, pero dejó de emitirse en 2006. En 2007 se reincorporó al aire con el nombre de Bien temprano, con nueva escenografía.
En 2014, el programa cambió su nombre por el de Rosario Directo, asimilándose a otros noticieros que tienen los canales del Grupo Telefe.
El 6 de mayo de 2024, el programa Buen Día Rosario junto al programa hermano Buen Santa Fe cambiaron de nombre a Buen Telefe, siendo programas en conjunto desde Rosario y Santa Fe, con las noticias de diferentes puntos de la provincia de Santa Fe. Y el 13 de diciembre de 2024 finalizó su primera temporada.
El 10 de marzo de 2025 se estrenó la segunda temporada de Buen Telefe.